# クレール・ジボー

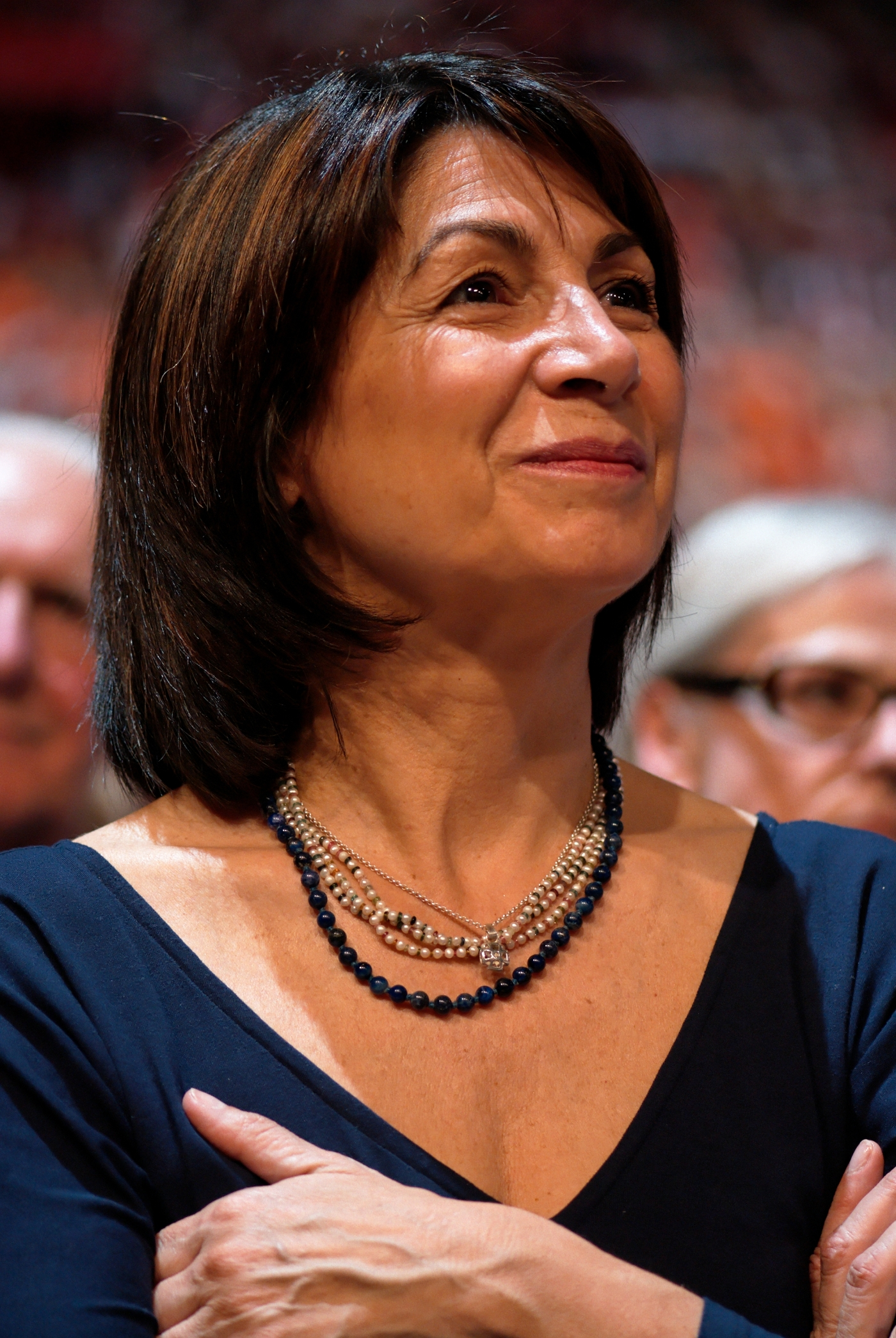
クレール・ジボー

クレール・ジボー（Claire Gibault, 1945年10月31日 -　）は、フランスの女性指揮者、政治家。民主運動所属。2004年から2009年まで欧州議会議員を務めた。

## 略歴
ル・マンに生まれる。パリ国立高等音楽・舞踊学校に学び、1971年から1978年までリヨン歌劇場の指揮者・声楽監督、1977年から1984年までシャンベリ室内管弦楽団の音楽監督、2000年から2002年までムジカ・ペル・ローマ財団（ローマ最大級の複合ホールであるオーディトリウム・パルコ・デ・ラ・ムジカ（it:Auditorium Parco della Musica）を運営）の音楽監督を歴任する。
2004年にはフランス南東部地区から欧州議会議員に選出されている。
オペラの指揮者として知られ、1995年にはミラノ・スカラ座管弦楽団を女性として最初に指揮した。2009年に東京国際音楽コンクールの審査委員として初来日、大津市のびわ湖ホールで公演を行っている。